# باتريس دونيلي
باتريس دونيلي (بالإنجليزية: Patrice Donnelly)‏ هي منافسة ألعاب القوى وممثلة أمريكية، ولدت في 30 أبريل 1950 في سان دييغو في الولايات المتحدة.

## وصلات خارجية
- باتريس دونيلي على موقع أوليمبيديا (الإنجليزية)
- باتريس دونيلي على موقع IMDb (الإنجليزية)
- باتريس دونيلي على موقع ألو سيني (الفرنسية)
- باتريس دونيلي على موقع أول موفي (الإنجليزية)
- باتريس دونيلي على موقع قاعدة بيانات الأفلام السويدية (السويدية)
- باتريس دونيلي على موقع قاعدة بيانات الفيلم (الإنجليزية)
- باتريس دونيلي على موقع كينوبويسك (الروسية)